# 小田原線
小田原線（日语：／ Odawara sen */?）是日本小田急電鐵路線，連結東京都新宿區新宿站和神奈川縣小田原市小田原站。車站編號使用的路線記號為OH。
單純以「小田急線」稱呼的場合，通常多是指小田原線。

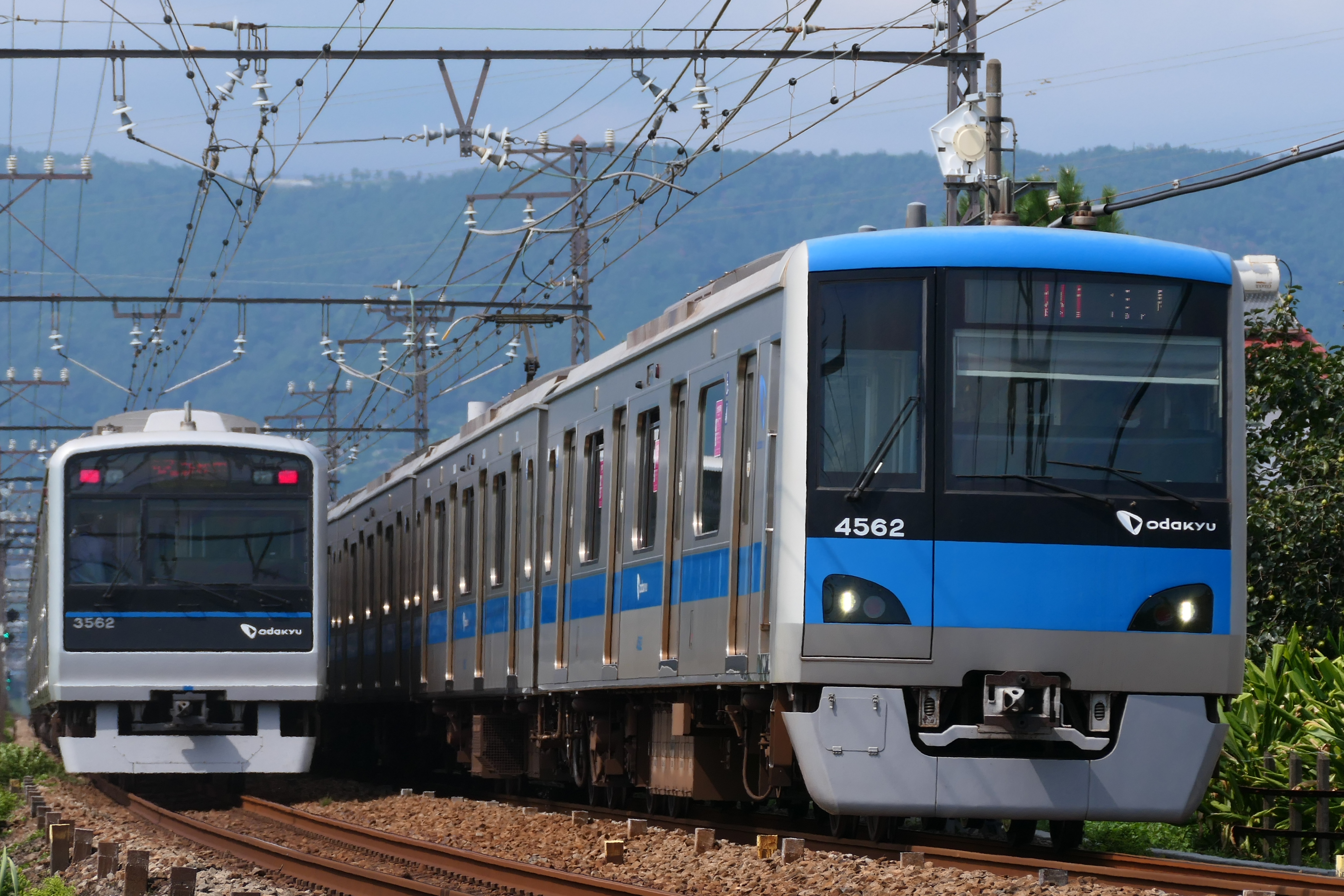
3000形電聯車（左）與4000形電聯車（右）
（2020年8月）

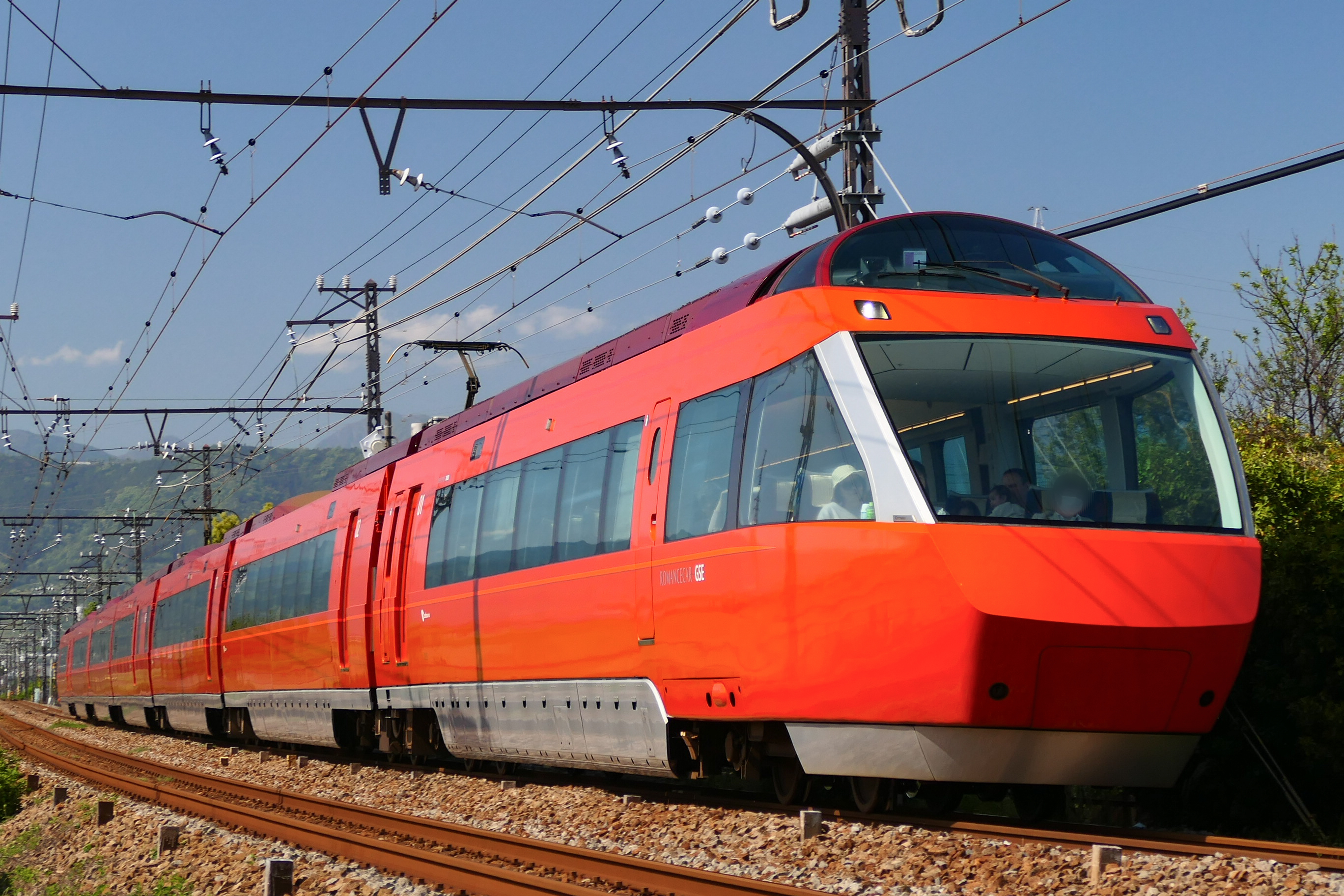
栢山站至富水站間的7000型特急電聯車 (2024年5月)

## 概要
小田原線是從總站新宿站至神奈川縣西部地方小田原站的路線，從該站可直通箱根登山線，並有密集的收費特急「浪漫特快」運行。此外，本線有許多直通江之島線與多摩線的列車，並與東京地下鐵千代田線、東日本旅客鐵道（JR東日本）常磐緩行線相互直通運轉，另也直通東海旅客鐵道（JR東海）御殿場線的特急列車。是同時具有通勤與觀光兩大面向的路線，同時新宿側部分區間正在進行複複線化。
小田原線出武藏野台地後跨越多摩川，沿津久井道谷地穿越多摩丘陵，接著跨過境川進入相模野台地。出台地後進入相模平野，接著跨越相模川繼續穿梭於平原與台地。靠近丹澤山地山麓時以密集上坡與彎道爬上秦野盆地。在穿越隧道後沿著酒匂川支流四十八瀨川溪谷繼續前行，多急彎。從新松田站開始沿著酒匂川主流行走於足柄平野，一路前往小田原站。
台地與平地路段多直線，丘陵地帶則有較多彎道，但全線大致平緩。急行列車在直線路段可加速至100km/h，彎道路段維持在80 - 90km/h左右。
本厚木站至新松田站間是與國道246號（大山街道、矢倉澤往還）並行。

### 路線資料
※詳細路線圖請參考：小田原線RDT
- 路線距離：82.5公里
- 軌距：1067毫米
- 站數：47個（包括起終點站）
- 複線路段：全線
  - 三線路段：登戶－向丘遊園（0.6公里，上行2線、下行1線，暫定）
  - 四線路段：代代木上原－登戶（11.7公里）
- 電氣化路段：全線（直流1500V）
- 閉塞方式：自動閉塞式
- 保安裝置：D-ATS-P
- 最高速度：110公里/小時

## 歷史
- 1927年（昭和2年）
  - 4月1日：小田原急行鐵道全線通車[1]。當日由於信號系統問題造成嚴重誤點。
  - 4月29日：秩父宮雍仁親王與高松宮宣仁親王搭乘新宿 - 小田原區間。皇族首次搭乘小田急。
  - 5月27日：狛江站開業。
  - 7月28日：新座間站（現在的座間站）開業。
  - 10月15日：開業時單線運行的稻田登戶（現在的向丘遊園） - 小田原間複線化，全線完成複線化。急行開始運行。
- 1929年（昭和4年）4月1日：玉川學園前站開業。江之島線大野信號所（現在的相模大野站） - 片瀨江之島間通車，與小田原線直通運轉。
- 1930年（昭和5年）
  - 11月14日：相模厚木（現在的本厚木） - 東北澤間開始運輸砂石。
  - 9月15日：鶴卷站更名鶴卷溫泉站。
- 1934年（昭和9年）4月1日：梅丘站開業。
- 1937年（昭和12年）
  - 6月1日：座間站（現在的相武台前站）更名為士官學校前站。
  - 7月1日：千駄谷新田站（現在的南新宿站）更名為小田急本社前站，新座間站更名為座間遊園站。
  - 7月16日：四十八瀨川（日语：四十八瀬川）堤防沖毀，上下線不通（11月29日完全復原）。
- 1938年（昭和13年）
  - 3月1日：相模原站（現在的小田急相模原站）開業。
  - 4月1日：大野信號所升格車站，通信學校站（現在的相模大野站）開業。營業上的江之島線分岐點改至該站。
- 1941年（昭和16年）
  - 1月1日：通信學校站更名為相模大野站，士官學校前站更名為相武台前站。
  - 4月5日：國鐵相模原站開業，相模原站更名為小田急相模原站。
  - 10月15日：代代幡上原站更名為代代木上原站，座間遊園站更名為座間站。
  - 11月25日：神中鐵道（現在的相模鐵道）海老名站開業。小田原急行鐵道從神中鐵道海老名站直通至相模厚木站（現在的本厚木站）。
- 1942年（昭和17年）5月1日：與東京急行電鐵合併，本路線稱為「小田原線」。
  - 此時的小田原線被視為東海道本線中斷時的替代路線，因此國鐵也在小田原線進行車輛試運行。
- 1943年（昭和18年）4月1日：小田原線海老名站開業，海老名國分站廢站。停止神中鐵道本厚木站的直通運轉。
- 1944年（昭和19年）
  - 6月1日：河原口站更名為厚木站，相模厚木站更名為本厚木站。
  - 10月20日：鶴卷溫泉站更名為鶴卷站。
- 1945年（昭和20年）
  - 5月26日：受到前日開始的山之手大空襲影響，新宿 - 南新宿間中斷。全部列車改至南新宿站折返。
  - 6月1日：代代木上原站停止營業。
  - 7月1日：山谷站與世田谷中原站停止營業。
  - 12月1日：代代木上原站重新營業。
- 1946年（昭和21年）
  - 2月：恢復相模鐵道海老名 - 本厚木間的直通運轉模式。
  - 1月28日：電車因煞車故障在鶴卷站出軌翻覆，造成30人死亡（東急小田原線列車出軌翻覆事故）。
  - 6月1日：山谷站廢站。
  - 6月15日：世田谷中原站重新營業。
  - 8月20日：世田谷中原站改稱世田谷代田站。
- 1948年（昭和23年）6月1日：小田急電鐵脫離東京急行電鐵獨立（大東急解體），小田原線由小田急電鐵管轄。
- 1950年（昭和25年）8月1日：小田原線直通箱根登山鐵道箱根湯本站。
- 1952年（昭和27年）4月1日：螢田站開業。
- 1955年（昭和30年）
  - 4月1日：稻田多摩川站（現在的登戶站）更名為登戶多摩川站，稻田登戶站更名為向丘遊園站。
  - 10月1日：新松田～松田間的連絡線完成，開始與國鐵（現JR東海）御殿場線直通運轉。
- 1957年（昭和32年）6月：3000形（SE車）登場。是後年浪漫特快車輛的基礎。
- 1958年（昭和33年）4月1日：登戶多摩川站更名為登戶站，鶴卷站更名為鶴卷溫泉站。
- 1960年（昭和35年）3月25日：百合丘站開業。
- 1964年（昭和39年）
  - 2月17日：新宿站第1次大改良工程完工。完成地上3線、地下2線的立體式總站。
  - 3月1日：東生田站更名為生田站，西生田站更名為讀賣樂園前站。
  - 11月5日：停止相模鐵道海老名 - 本厚木間的直通運轉。
- 1974年（昭和49年）6月1日：同日通車的多摩線分岐站新百合丘站開業。早晨尖峰時刻部分上行列車從多摩線直通小田原線。
- 1976年（昭和51年）4月11日：新原町田站更名為町田站。
- 1977年（昭和52年）7月1日：新宿 - 本厚木間的急行列車以10輛編組運行。
- 1978年（昭和53年）3月31日：與營團地下鐵（現東京地下鐵）千代田線相互直通運轉（最初僅在平日早晨傍晚相互直通運轉）。
- 1982年（昭和57年）
  - 3月31日：新宿站第2次大改良工程完彎。地上、地下5線皆可停靠10輛編組列車。
  - 7月12日：大型（20m車）6輛編組列車直通箱根登山線。
- 1985年（昭和60年）3月14日：開成站開業。
- 1987年（昭和62年）3月9日：大根站更名為東海大學前站，大秦野站更名為秦野站。
- 1991年（平成3年）3月16日：導入週六日班表。新宿 - JR東海沼津間開始相互直通運轉，「朝霧」從連絡急行升格為特急。千代田線的相互直通運轉擴大至假日。
- 1997年（平成9年）12月28日：票價修正，相模大野站的營業里程往新宿側移動0.2km（實際上的移動是在新站房啟用的1996年）。江之島線分岐位置的舊站位置稱為相模大野分岐點。
- 2002年（平成14年）3月23日：新設湘南急行與多摩急行。小田原線與多摩線的直通運轉大幅擴大。
- 2003年（平成15年）9月1日：海老名 - 厚木間高架化工程動工。
- 2004年（平成16年）12月11日：廢除湘南急行，新設快速急行與區間準急。
- 2008年（平成20年）3月15日：浪漫特快60000形「MSE」直通千代田線。廢除急行、準急直通箱根登山鐵道[2]。
- 2010年（平成22年）3月13日：廢除小田急電鐵經小田原線至JR東日本的普通乘車券[3]。
- 2011年（平成23年）
  - 3月14日：同月11日發生的東北地方太平洋沖地震造成電力供給不足，東京電力實施輪流限電。從本日起停駛浪漫特快並停止與東京地下鐵千代田線的直通運轉。
  - 4月1日：平日早晨、傍晚恢復與東京地下鐵千代田線相互直通運轉。
  - 4月29日：浪漫特快重新上路。
  - 7月2日：恢復週六日與東京地下鐵千代田線的相互直通運轉。
  - 9月12日：平日全日恢與復東京地下鐵千代田線的相互直通運轉。
- 2012年（平成24年）3月17日：特急「朝霧」的御殿場線直通運轉區間縮短至御殿場站，JR東海車輛停駛，由小田急單方向直通運轉。
- 2016年（平成28年）3月26日：千代田線直通用4000型列車直通JR常磐緩行線，常磐緩行線E233系2000番台直通小田急線（209系1000番台不直通小田急線）。廢除區間準急。
- 2018年（平成30年）
  - 3月3日：代代木上原 - 梅丘間複複線工程完工，代代木上原 - 登戶間完成複複線化[4]。
  - 3月17日：改點，東京地下鐵千代田線相互直通運轉區間延長至伊勢原站。平日早晨通勤時段上行新設通勤急行與通勤準急。廢除多摩急行[5][6]。
- 2021年（令和3年）8月6日：晚間行駛於成城學園前站附近的一列電車，車上36歲男子對馬悠介持刀攻擊其他乘客，造成9人輕重傷，該男子逃出列車後不久被警方逮捕，事後偵訊時供稱大學時期因被女生看不起，故興起攻擊看起來很幸福女性的念頭[7][8]。

## 運行形態
午間時段各區間1時間列車班次如下表。過去有多種列車直通運轉至箱根登山鐵道線箱根湯本站，但現在僅剩特急維持直通運轉。
| 種別＼站名 | 新 宿 | …   | 代 木 上 原 | 代 木 上 原 | …   | 成 城 學 園 前 | 成 城 學 園 前 | …   | 向 丘 遊 園 | 向 丘 遊 園 | …   | 新 百 合 丘 | 新 百 合 丘 | …   | 町 田 | 町 田 | …   | 相 模 大 野 | 相 模 大 野 | …   | 本 厚 木 | 本 厚 木 | …   | 新 松 田 | 新 松 田 | …   | 小 田 原 | 備註                                                                              | 備註                                                                              | 備註                                                                              | 備註                                                                              | 備註                                                                              | 備註                                                                              | 備註                                                                              | 備註                                                                              | 備註                                                                              | 備註                                                                              |
| ---------- | ----- | --- | ----------- | ----------- | --- | -------------- | -------------- | --- | ----------- | ----------- | --- | ----------- | ----------- | --- | ----- | ----- | --- | ----------- | ----------- | --- | -------- | -------- | --- | -------- | -------- | --- | -------- | --------------------------------------------------------------------------------- | --------------------------------------------------------------------------------- | --------------------------------------------------------------------------------- | --------------------------------------------------------------------------------- | --------------------------------------------------------------------------------- | --------------------------------------------------------------------------------- | --------------------------------------------------------------------------------- | --------------------------------------------------------------------------------- | --------------------------------------------------------------------------------- | --------------------------------------------------------------------------------- |
| 特急       | 3班   | 3班 | 3班         | 3班         | 3班 | 3班            | 3班            | 3班 | 3班         | 3班         | 3班 | 3班         | 3班         | 3班 | 3班   | 3班   | 3班 | 3班         | 3班         | 3班 | 3班      | 3班      | 3班 | 3班      | 3班      | 3班 | 3班      | 2 - 3班直通箱根登山鐵道鐵道線箱根湯本站 部分經澀澤-新松田間的連絡線直通JR御殿場站 | 2 - 3班直通箱根登山鐵道鐵道線箱根湯本站 部分經澀澤-新松田間的連絡線直通JR御殿場站 | 2 - 3班直通箱根登山鐵道鐵道線箱根湯本站 部分經澀澤-新松田間的連絡線直通JR御殿場站 | 2 - 3班直通箱根登山鐵道鐵道線箱根湯本站 部分經澀澤-新松田間的連絡線直通JR御殿場站 | 2 - 3班直通箱根登山鐵道鐵道線箱根湯本站 部分經澀澤-新松田間的連絡線直通JR御殿場站 | 2 - 3班直通箱根登山鐵道鐵道線箱根湯本站 部分經澀澤-新松田間的連絡線直通JR御殿場站 | 2 - 3班直通箱根登山鐵道鐵道線箱根湯本站 部分經澀澤-新松田間的連絡線直通JR御殿場站 | 2 - 3班直通箱根登山鐵道鐵道線箱根湯本站 部分經澀澤-新松田間的連絡線直通JR御殿場站 | 2 - 3班直通箱根登山鐵道鐵道線箱根湯本站 部分經澀澤-新松田間的連絡線直通JR御殿場站 | 2 - 3班直通箱根登山鐵道鐵道線箱根湯本站 部分經澀澤-新松田間的連絡線直通JR御殿場站 |
| 快速急行   | 3班   | 3班 | 3班         | 3班         | 3班 | 3班            | 3班            | 3班 | 3班         | 3班         | 3班 | 3班         | 3班         | 3班 | 3班   | 3班   | 3班 | 3班         | 3班         | 3班 | 3班      | 3班      | 3班 | 3班      | 3班      | 3班 | 3班      | 新松田-小田原段急行                                                               | 新松田-小田原段急行                                                               | 新松田-小田原段急行                                                               | 新松田-小田原段急行                                                               | 新松田-小田原段急行                                                               | 新松田-小田原段急行                                                               | 新松田-小田原段急行                                                               | 新松田-小田原段急行                                                               | 新松田-小田原段急行                                                               | 新松田-小田原段急行                                                               |
| 快速急行   | 3班   | 3班 | 3班         | 3班         | 3班 | 3班            | 3班            | 3班 | 3班         | 3班         | 3班 | 3班         | 3班         | 3班 | 3班   | 3班   | 3班 | 3班         |             |     |          |          |     |          |          |     |          | 直通江之島線藤澤站                                                                | 直通江之島線藤澤站                                                                | 直通江之島線藤澤站                                                                | 直通江之島線藤澤站                                                                | 直通江之島線藤澤站                                                                | 直通江之島線藤澤站                                                                | 直通江之島線藤澤站                                                                | 直通江之島線藤澤站                                                                | 直通江之島線藤澤站                                                                | 直通江之島線藤澤站                                                                |
| 急行       |       |     |             | 3班         | 3班 | 3班            | 3班            | 3班 | 3班         |             |     |             |             |     |       |       |     |             |             |     |          |          |     |          |          |     |          | 直通地下鐵千代田線                                                                | 直通地下鐵千代田線                                                                | 直通地下鐵千代田線                                                                | 直通地下鐵千代田線                                                                | 直通地下鐵千代田線                                                                | 直通地下鐵千代田線                                                                | 直通地下鐵千代田線                                                                | 直通地下鐵千代田線                                                                | 直通地下鐵千代田線                                                                | 直通地下鐵千代田線                                                                |
| 急行       | 3班   | 3班 | 3班         | 3班         | 3班 | 3班            | 3班            | 3班 | 3班         | 3班         | 3班 | 3班         |             |     |       |       |     |             |             |     |          |          |     |          |          |     |          | 直通多摩線唐木田站                                                                | 直通多摩線唐木田站                                                                | 直通多摩線唐木田站                                                                | 直通多摩線唐木田站                                                                | 直通多摩線唐木田站                                                                | 直通多摩線唐木田站                                                                | 直通多摩線唐木田站                                                                | 直通多摩線唐木田站                                                                | 直通多摩線唐木田站                                                                | 直通多摩線唐木田站                                                                |
| 急行       |       |     |             |             |     |                |                |     |             |             |     |             |             |     | 3班   | 3班   | 3班 | 3班         | 3班         | 3班 | 3班      | 3班      | 3班 | 3班      | 3班      | 3班 | 3班      | 新松田-小田原段各站停車                                                           | 新松田-小田原段各站停車                                                           | 新松田-小田原段各站停車                                                           | 新松田-小田原段各站停車                                                           | 新松田-小田原段各站停車                                                           | 新松田-小田原段各站停車                                                           | 新松田-小田原段各站停車                                                           | 新松田-小田原段各站停車                                                           | 新松田-小田原段各站停車                                                           | 新松田-小田原段各站停車                                                           |
| 各站停車   | 6班   | 6班 | 6班         | 6班         | 6班 | 6班            | 6班            | 6班 | 6班         | 6班         | 6班 | 6班         | 6班         | 6班 | 6班   | 6班   | 6班 | 6班         | 6班         | 6班 | 6班      |          |     |          |          |     |          |                                                                                   |                                                                                   |                                                                                   |                                                                                   |                                                                                   |                                                                                   |                                                                                   |                                                                                   |                                                                                   |                                                                                   |

### 車種
基本上各車種有不同代表色，但也可能因車輛與停靠站的差異而使用不同顏色代表。
2018年3月17日改點起實施。

#### 浪漫特快
全指定席收費特急列車，以新宿站為起點發往各方向。正式名稱為「浪漫特快」，有時也單以「特急」表示。
- 小田原、箱根方向：「超級箱根」、「箱根」（箱根登山線箱根湯本站起訖班次）、「相模」（小田原線內起訖班次）
- 湘南（藤澤、江之島）方向：直通江之島線的「江之島」
- 御殿場方向：「富士山」（直通東海旅客鐵道〈JR東海〉御殿場線）

晚上六點以後新宿站發車的下行列車無論目的地都統稱為「Homeway」。9點30分以前抵達新宿站或千代田線大手町站的上行列車則全部統稱為「Morningway」。
每年12月31日深夜至翌年1月1日早晨會開行新宿站來往片瀨江之島站等地的臨時列車「New Year Express」（簡稱：NYE，舊名：初詣號）。
2008年3月15日起，東京地下鐵千代田線北千住站、大手町站直通列車使用60000型「MSE」行駛，愛稱前面加上「Metro」。另外，在2011年9月以前，部分周六日會開行直通東京地下鐵有樂町線新木場站的臨時列車「Bay Resort」。

#### 快速急行
2004年12月11日改點起新設的定期列車種別。代表色為橘色。
全列車、全區間採用10輛編組。
現行班表中的午間時段，新宿站 - 小田原站列車與新宿站 - 江之島線藤澤站（周六日為片瀨江之島站）列車每小時各有三班，因此新宿站 - 相模大野站區間每小時共有六班運行。平日夜間有一班往本厚木的列車。此外，每日早晨傍晚時段的下行、周六日早晨的上行亦有多摩線起訖的列車。平日早晨，江之島線片瀨江之島站、藤澤站、大和站有開行至相模大野站升格為快速急行的上行急行列車。
小田急電鐵設立快速急行的目的是分離近距離與遠距離的快車乘客，以提升長距離乘客的速達性，並舒緩近郊區間急行列車的混雜程度。此外，快速急行的誕生，除了是由於小田原線的複複線延長提升了列車行駛速度，也是為了對抗新宿站 - 藤澤站間的JR東日本湘南新宿線。
快速急行的特色是活用代代木上原站 - 向丘遊園站間的複複線，使得下北澤站 - 登戶站間可不停站直達。小田原站及新松田站起訖的列車會在新百合丘站與新宿站起訖的多摩線直通急行列車接續。周六日往江之島方向的下行列車分別在代代木上原站與千代田線的準急列車接續，在相模大野站與小田原方向急行列車接續。江之島方向發出的上行列車會在相模大野站與小田原方向的急行列車接續。透過以上安排，方便快速急行乘客轉乘前往急行停靠站 。
快速急行登場時與湘南新宿線一樣，每小時有兩班可從新宿站不換車抵達藤澤站的班次，乘車時間（白天）分別為JR48～50分（現金票價970日圓）、小田急快速急行53～54分（現金票價590日圓），雙方差距不大。2016年3月26日改點後，小田急將快速急行班次增為每小時三班，但乘車時間增長至56～58分，落後於JR的49～51分。
與後述的急行一樣，本厚木站至新松田站間是全站停車。
2016年3月26日改點後，小田原線下行列車在伊勢原站（午間時段3班有2班）、上行列車在海老名站（部分在相模大野站、秦野站）候車或待避浪漫特快。
列車編號方面，小田原線內的列車為3000番台，江之島線直通列車為3500番台，多摩線直通列車為3700番台。
2018年3月17日改點起，運行形態變更如下。
- 增停登戶站。
- 平日早晨傍晚尖峰時段增班。
- 增加直通多摩線。
- 廢除平日往新松田站與往江之島線片瀨江之島站的班次。
- 午間時段往新松田的班次改為往小田原。
- 周六日午間時段的江之島線直通列車起迄站從藤澤站改為片瀨江之島站。
- 廢除平日片瀨江之島站發車班次以及平日夜晚兩班往相模大野站的下行班次。
- 平日夜晚新設一班往本厚木站的下行班次。
- 設定平日早晨江之島線急行上行列車在相模大野站變更為快速急行的班次。

##### 停車站變更
- 2004年12月11日（快速急行開始運行時）：新宿站、代代木上原站、下北澤站、新百合丘站、町田站、相模大野站、海老名站、本厚木站～新松田站間各站、小田原站。
- 2018年3月17日：新增登戶站[5][6]。

#### 通勤急行（2代）
2018年3月17日改點所設定的車種（3月19日開始運行），為平日早晨尖峰時段從多摩線往新宿站的單向列車。唐木田站與新宿站間的中間站有小田急多摩中心站、小田急永山站、栗平站、新百合丘站、向丘遊園站、成城學園前站、下北澤站、代代木上原站。現在的通勤急行採用的是千鳥停車法，停靠了快速急行不停的向丘遊園、成城學園前站，但不停快速急行停車的登戶站。通勤急行有六班在小田急多摩中心站發車，三班在唐木田站發車。除了最後一班，其他通勤急行都採用十輛編組運行。
列車編號是3800番台。

#### 急行
1927年10月15日小田原線全線複線化所設定的車種。1944年11月因太平洋戰爭戰況惡化而暫停運行，1949年10月1日重新上路。代表色為紅色。
現行班表有小田急線內系統與常磐線、千代田線直通系統兩類。
小田急線內列車
午間時段有新宿站至新松田站、小田原站間的列車系統，與新宿站至多摩線唐木田站間的列車系統，每小時各有三班，因此新宿站至新百合丘站之間每小時合計有六班。平日早晨尖峰時刻相模大野站至新宿站間的上行班次多被通勤急行及快速急行取代。此外，還有在中間站變更車種的班次。區間車有每日早晨海老名站發往小田原站，週六日向丘遊園站發往町田站、唐木田站，登戶站發往多摩線唐木田站等類型。急行列車基本上採用十輛編組，但在新松田站進行車種別變更的列車，及新松田站往相模大野站、町田站的列車是採用六輛編組。平日早晨新松田站至相模大野站間有一組來回班次採用八輛編組。
常磐線、千代田線直通列車
僅在早晨與傍晚夜間運行。最長運行區間是伊勢原站至取手站。往本厚木站與往伊勢原站的班次會在向丘遊園站待避直通江之島線的快速急行。
以前，平日早晨常磐線、千代田線直通系統往綾瀨、我孫子方向的班次不停經堂站。但自2018年3月17日改點起，新增平日傍晚時段以後（下北澤18時發車）運行且不停經堂站的常磐線、千代田線方向發車急行班次。其他時段下行急行則維持全停經堂站（除部分班次外）。
午間時段，急行列車在成城學園前站、登戶站、新百合丘站（僅下行）、町田站（僅上行）、海老名站（僅下行）、本厚木站（始發上行）與各站停車接續。尖峰時刻則有許多班次會在相武台前站與鶴川站（僅上行）追越各站停車。待避浪漫特快除了在相模大野站進行，也會在向丘遊園站、町田站、海老名站（上行為主）、本厚木站、秦野站等站實施。常磐線、千代田線直通系統的下行列車中，平日夜間往本厚木站與往伊勢原站的班次會在向丘遊園站待避快速急行，其他下行列車由於沒有待避，因此會先抵達相模大野站。

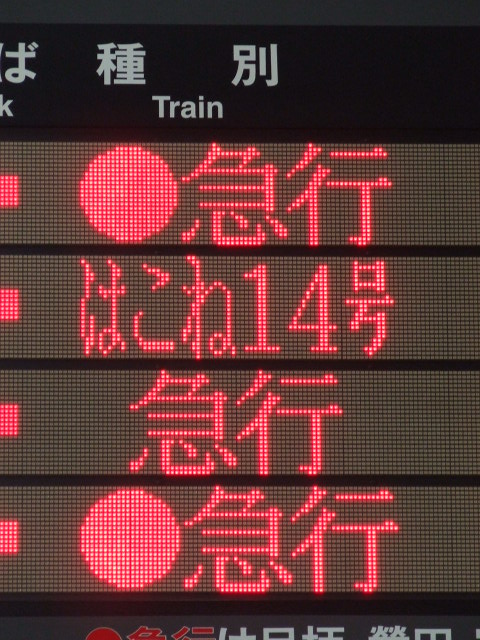
小田原站列車資訊顯示器的赤丸急行表示方式（第1、4列）

早晨、夜間有在中間站變更車種的班次，俗稱「化け急」。這種變化型急行分為兩種，一種是早晨的上行列車，會先以各站停車行駛至中間站後再變更為急行。另一種是夜間的下行列車，是以急行行駛至中間站後再變更為各站停車。無論是何種類型，都只變更車種，目的地不變。2018年3月17日改點起，車種變更限定在新百合丘站、相模大野站、新松田站執行。在新百合丘站變更車種的列車，上行是海老名站、相模大野站發往新宿站，下行是新宿站發往相模大野站、海老名站、本厚木站。在相模大野站變更車種的列車是新宿站發往本厚木站、新松田站（僅平日）的下行列車。在新松田站變更車種的列車是平日小田原站發往相模大野站（夜間亦有）、町田站的上行列車。2018年3月16日以前，執行車種變更的車站僅有相模大野站一站，當時列車從新宿站至相模大野站是顯示為「急行相模大野行」，相模大野站起改為「各停○○行」，同時變更車種與目的地。過去江之島線亦有變化型急行，但現已廢除。
時刻表誤點時，有時會開行將急行區間縮短至新宿站 - 經堂站間，或是柿生站 - 玉川學園站前、小田急相模原站 - 厚木站間各站臨時停車的班次。
急行的列車編號分別為小田原線內列車的1000番台（經堂站停車列車是1200番台）、江之島線直通列車的1500番台（經堂站停車列車是1700番台）、千代田線直通列車的2000番台（經堂站停車列車是2200番台）、多摩線直通列車的2700番台。2018年3月16日以前的赤丸急行（後述）為2000番台。
2018年3月16日以前於町田站、相模大野站～小田原站間運行的六輛編組急行列車，會在不變更車種的情況下停靠本厚木站至小田原站間所有車站，車站廣播也稱之為「急行」。這些班次在車站時刻表與新松田站、小田原站的列車資訊顯示器上，會在前方加上紅色圓圈（赤い丸），因此又稱為「赤丸急行」。2008年3月15日改點後，赤丸急行大多集中在午間時段町田站、相模大野站 - 小田原站的急行班次，2012年3月17日改點後的赤丸急行運行區間縮短到町田站以西。2016年3月26日改點後，午間時段町田站、相模大野站 - 小田原站間的急行全部廢除，赤丸急行的班次僅剩平日下行3班、平日上行6班、周六日下行1班、周六日上行3班。接著2018年3月17日改點，廢除所有赤丸急行，開成站 - 足柄站間各站不再停靠急行班次。

##### 中間站的解併聯
過去在尖峰時刻等時段，列車會在相模大野站、海老名站、新松田站、小田原站進行解併聯，解聯後的前六輛會繼續行駛至小田原站、箱根湯本站。剩下的後四輛則改為各站停車行駛至終點站。除了向丘遊園站以外，新宿站至新松田站的急行停車站與小田原站的月台都設有「解聯看板A」。2002年3月23日改點後，解併聯集中到新松田站。另外，還曾有4輛+6輛的解併聯組合（通稱「逆10輛」），因此設有另一個解聯看板「解聯看板B」。部分車站是使用解聯資訊與月台編號共用的翻轉式顯示器，但現在都已移除。另外，在18m車（含2400型）與舊4000型（軸懸式驅動）同時服役時，新宿站的解聯看板有A（新宿側18m車4聯）、B（20m車4聯：相當一般的「A」）、C（20m車5聯：舊4000形）、D（18m車6聯）、E（20m車6聯：相當一般的「B」）五種。
相模大野站進行解併聯的時期，當時雖有小田原線、江之島線混合式急行列車（1-6號車：急行往箱根湯本站、7-10號車：急行往片瀨江之島站）與急行往箱根湯本站兩種類型，但多數是1-6號車為急行往箱根湯本站，7-10號車為江之島線內各站停車（變化型急行）往片瀨江之島站（或藤澤站）的組合。傍晚尖峰時刻，為了確保往片瀨江之島站的輸送力，另設有1-6號車為急行往片瀨江之島站、7-10號車為江之島線內各站停車往片瀨江之島站（或藤澤站）的運行方式。另外，在運輸量還不大的時代（1980年代以前），午間時段有許多是以1-6號車為各站停車往本厚木站，7-10號車為各站停車往片瀨江之島（變化型急行）的方式運行。
2008年3月15日改點，配合箱根登山鐵道線風祭站新站房與小田原站箱根登山鐵道折返線的啟用，小田原站 - 箱根湯本站間改以四輛編組列車折返運行，過去所有至箱根湯本站的列車縮短至小田原站。因此，基本上新宿站至小田原站間採用10輛編組，解併聯大幅減少。停靠本厚木站至小田原站間全部車站、以六輛編組運行的急行列車大多改從町田站、相模大野站起訖。從本次改點起，不再有直通箱根登山鐵道線的定期急行列車。
2012年3月改點後，廢除浪漫特快以外的所有解併聯，因此急行不再直通箱根登山鐵道線直通。

##### 停車站變更
- 1927年10月15日（急行開始運行時）：新宿站、經堂站、稻田登戶站（現向丘遊園站）、新原町田站（現町田站）、相模厚木站（現本厚木站）、伊勢原站、大秦野站（現秦野站）、新松田站、小田原站。
- 1934年4月：取消停靠經堂站。
- 1937年9月1日：增停士官學校前站（現相武台前站）與鶴卷溫泉站。
- 1938年4月1日：增停通信學校站（現相模大野站）與相模原站（現小田急相模原站）。
- 1944年11月：因太平洋戰爭戰況惡化停止運行。
- 1949年10月1日（急行復活）：新宿站、下北澤站、稻田多摩川站（現登戶站）、新原町田站（現町田站）、本厚木站、伊勢原站、鶴卷站（現鶴卷溫泉站）、大秦野站（現秦野站）、澀澤站、新松田站、小田原站。
- 1951年4月1日 相增停模大野站。
- 1952年12月：取消停靠稻田多摩川站（現登戶站），增停稻田登戶站（現向丘遊園站）。
- 1960年3月25日：部分列車增停相武台前站。時刻表以「ソ停」表示。
- 1970年11月：增停登戶站。
- 1971年4月：增停成城學園前站（廢止通勤急行）。
- 1972年
  - 3月14日：傍晚尖峰時刻下行列車增停海老名站。
  - 12月：增停愛甲石田站與大根站（現東海大學前站），同時全列車停靠海老名站。
- 1974年6月1日：增停新設的新百合丘站。
- 1978年3月31日：增停代代木上原站。
- 1983年3月22日：部分列車增停栢山站、富水站、螢田站、足柄站。
- 1985年3月14日：部分列車增停新設的開成站。
- 1999年7月16日：取消停靠相武台前站。
- 2004年12月11日：平日10點至17點30分與周六日全日增停經堂站。
- 2008年3月15日：廢除與箱根登山鐵道線的直通運轉[2]。
- 2016年3月26日：午間時段運行系統大幅變更，多數班次取消停靠開成站、栢山站、富水站、螢田站、足柄站。擴大平日停靠經堂站的時段（從17點30分延後至18點）。
- 2018年3月17日：全面取消停靠開成站、栢山站、富水站、螢田站、足柄站。擴大停靠經堂站的時段（僅平日傍晚尖峰時刻不停）。
- 2019年3月16日：增停開成站。

#### 通勤準急（2代）
2018年3月17日改點所設定的車種（3月19日上線），是只在平日早晨尖峰時段運行的上行列車車種。通勤準急不停準急停靠的千歲船橋站、祖師谷大藏站、狛江站，並且全列車直通千代田線。現在的停車站為本厚木站 - 登戶站全站與成城學園前站、經堂站、下北澤站、代代木上原站起各站。本次的「通勤準急」也是小田原線睽違53年後重現的車種。最長運行區間是本厚木站→我孫子站。

#### 準急

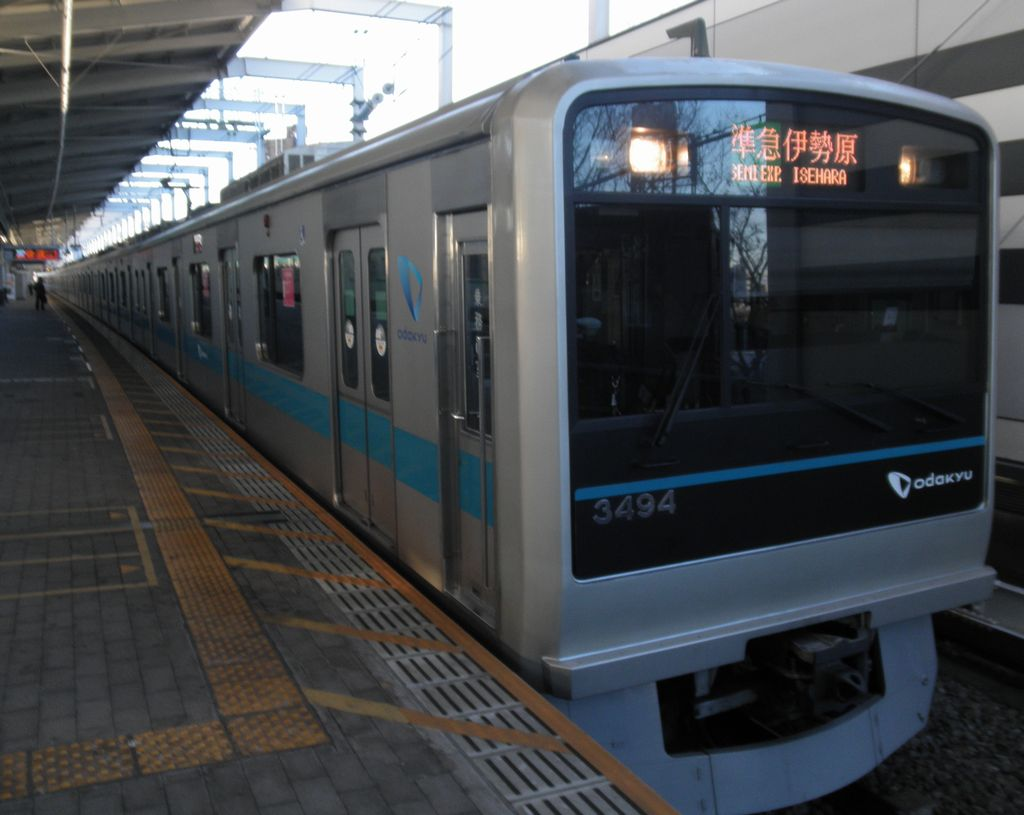
代代木上原站的3000型10輛固定編組往伊勢原準急列車。現在僅在誤點時運行。

1946年10月1日登場。是與前年6月以前的「直通列車」（後述）運行模式相近的車種。代表色為綠色。在1978年3月31日千代田線代代木公園站 - 代代木上原站間開通與相互直通運轉開始前使用黃色。
準急是全日運行的車種，在現行班表中，全列車從代代木上原站直通常磐線、千代田線，平日午間時段每小時有三班常磐線、千代田線內 - 向丘遊園站間的列車。週六日午間時段增開三班常磐線、千代田線內 - 成城學園前站間的列車，因此代代木上原站 - 成城學園前站間的準急列車每小時達到六班。準急在代代木上原站 - 登戶站間的複複線區間是行駛於緩行線（因向丘遊園站的拖上線構造，向丘遊園站 - 登戶站間的上行是行駛於急行線），因此基本上不會追越先發的各站停車，不過周六日早晨的下行列車會在登戶站追越各站停車（登戶站是停靠急行線月台）。另外也有在向丘遊園站與各站停車接續的班次。全列車是採用地下鐵對應車輛10輛編組，但在誤點時也會開行新宿站、代代木上原站起迄的班次。
現在，除了早晨傍晚時段有部分本厚木站、伊勢原站起迄的班次，其他大多數都是以向丘遊園站起訖。傍晚時段本厚木站起訖的下行準急列車會在隔天早晨轉為本厚木站直通地下鐵的準急、通勤準急、急行列車。
經堂站在高架化以前，受限於月台長度，不停使用10輛編組的千代田線直通列車以及早晨尖峰時刻、深夜的新宿起訖列車。在2000年、2001年陸續完成上、下行月台高架化後，月台長度可停靠10輛編組列車，因此2000年起增停上行準急，2001年增停除了尖峰時刻上行以外的所有準急。2018年3月17日起，全準急列車停靠經堂站。
列車編號是4000番台，2018年3月16日以前經堂站停車列車是使用4200番台以後的編號。
2018年3月16日以前，停車站在新宿站 - 登戶站間與急行相同，登戶站以西為各站停車，平日早晨尖峰時刻上行列車不停經堂站。複複線化前的經堂站的月台有效長度僅能停靠八輛編組，因此不停千代田線直通列車在內的10輛編組準急，複複線化後為了紓解人潮仍保留部分班次不停。2018年3月17日改點起，準急全列車停靠經堂站，並增停千歲船橋站、祖師谷大藏站、狛江站等站。1978年3月31日至1990年3月27日，早晨尖峰時刻有開行一種不停經堂站、百合丘站、讀賣樂園前站、生田站的準急列車（通稱Skip準急）。這是為了因應1978年3月30日將前述的新百合丘站以西各站停車之急行列車直通千代田線而採取的措施，因此兩列車在小田原線內的停車站相同。
過去曾有不直通常磐線、千代田線，僅在小田急線內運行的準急列車，但從2000年12月2日改點起陸續減班。2002年3月23日改點時新設多摩急行，所有常磐線、千代田線 - 相模大野站間的準急改為多摩急行，準急退出午間時段。2008年3月15日改點後，準急退出新松田站以西，不再直通箱根登山鐵道線。2014年3月15日改點，平日早晨有一班直通多摩線的列車（新宿站往唐木田站）。2015年3月14日改點，傍晚尖峰時刻的下行準急被急行取代，2016年3月26日改點後再次復活。接著2018年3月17日改點，全列車直通常磐線、千代田線，廢除所有小田急線內運行列車與多摩線直通列車。平日的成城學園前站往新松田站的班次也被廢除，準急退出伊勢原站以西。
2012年3月17日改點，小田原線開行兩班各停至經堂站改準急往新宿站的列車，分別在平日本厚木站19點時段發車、週六日新松田站22點時段發車，皆採用10輛編組。2016年3月26日改點後，平日早晨增加一班本厚木站發車、周六日早晨增加一班向丘遊園站發車，平日夜間班次縮短至向丘遊園站發車（原先的本厚木站 - 向丘遊園站區間由另一班往我孫子站的列車代替）。

##### 停車站變化
- 1946年10月1日（準急開始運行）：新宿站、下北澤站、經堂站、成城學園前站、稻田多摩川站（現登戶站） - 小田原站間各站。
- 1951年4月1日：增停喜多見站 - 和泉多摩川站間各站（成城學園前站 - 小田原站間全停）。
- 1964年11月5日：取消停靠喜多見站 - 和泉多摩川站間各站（登戶站 - 小田原站間全停）。
- 1972年3月14日：平日早晨尖峰時刻不停經堂站。
- 1974年6月1日：平日早晨尖峰時刻上行增停代代木八幡站（服務往千代田線代代木公園站的轉乘客）。
- 1978年3月31日：開始與營團地下鐵千代田線相互直通運轉，增停代代木上原站，取消停靠代代木八幡站。早晨增加行駛於小田原線內，且不停生田站 - 百合丘站間各站的準急列車，通稱「Skip準急」。
- 1990年3月28日：廢除「Skip準急」，全列車停靠生田站 - 百合丘站間各站。
- 2002年3月23日：廢除直通江之島線的準急列車。
- 2008年3月15日：廢除直通新松田站以西與箱根登山鐵道線的定期班次。運行區間縮短為常磐線、千代田線內與新宿站 - 新松田站間。
- 2018年3月17日：增停千歲船橋站、祖師谷大藏站、狛江站，全準急列車停靠經堂站。廢除代代木上原站以東與伊勢原站以西的定期班次。運行區間縮短為常磐線、千代田線內 - 伊勢原站間。

#### 各站停車

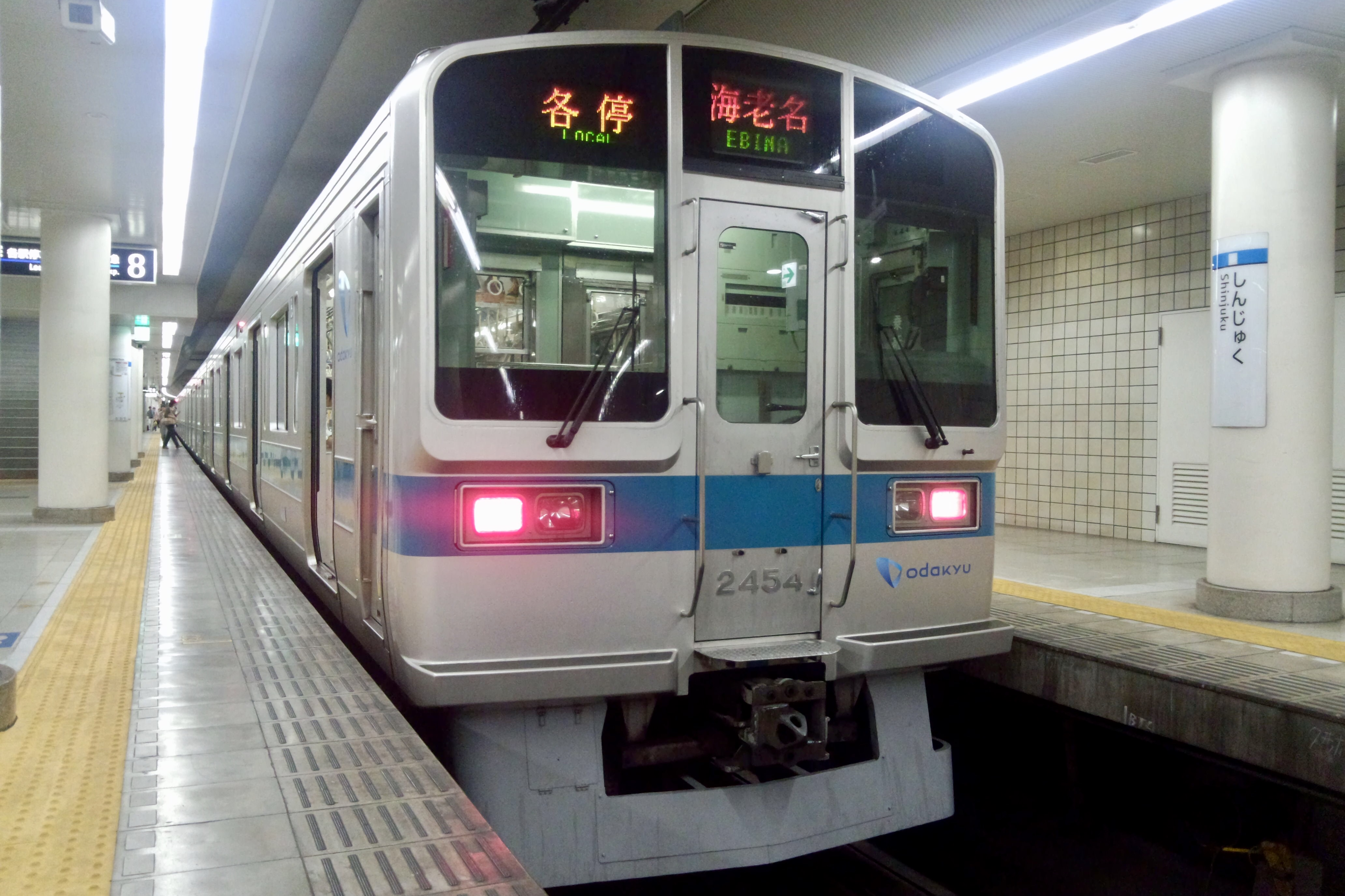
新宿站的2000型8輛固定編組的往海老名各站停車

自開業時就存在的車種。最初是在新宿站 - 稻田登戶站（現向丘遊園站）間運行，1945年6月改點才改為全線運行。代表色為藍色。1994年以前列車不顯示各站停車的種別，1994年至2018年3月17日改點為止基本上使用「各停」作為代表。
現行班表分為小田急線內系統與常磐線、千代田線直通系統兩大系統。
小田急線內列車
午間時段新宿站 - 本厚木站間每小時有六班，新松田站 - 小田原站間每小時有三班，平日白天有一班從新宿站發往小田原站。另有在中間站變更車種為急行的班次。
各站停車的運行模式有新宿站 - 多摩線唐木田站間，江之島線片瀨江之島站發往新宿站，新宿站、向丘遊園站、秦野站、伊勢原站發往小田原站，箱根湯本站、登戶站發往本厚木站，町田站發往相模大野站，新宿站 - 代代木上原站間，町田站發往大和站，本厚木站發往向丘遊園站，經堂站、新百合丘站、海老名站發往伊勢原站，本厚木站發往新松田站等多種模式。
車輛編組上，部分經堂站 - 新松田站起訖列車及在新百合丘站、相模大野站變更車種為急行的各站停車使用10輛編組，江之島線起訖及新松田站以西（含在新松田站變更車種的各站停車）起訖列車是用6輛編組，多摩線起訖使用8輛編組，夜間本厚木站發往（周六日為伊勢原站發車）小田原站、箱根湯本站發往本厚木站、小田原站發往新松田站使用4輛編組。其他使用6、8輛編組。
常磐線、千代田線直通列車
除了午間與周六日早晨下行以外的時段都有常磐線、千代田線直通列車，多在成城學園前站或向丘遊園站起訖，另有部分班次是在伊勢原、唐木田站起訖。
受限於月台長度，10両編組列車僅用在代代木上原站 - 新松田站間，南新宿站 - 代代木八幡站間僅能使用8輛編組以下，開成站 - 足柄站間的各站停車與江之島線直通列車僅能使用6輛編組以下。此外，箱根登山鐵道線箱根湯本站起迄的各站停車使用4輛編組。過去平日有一班箱根湯本發往本厚木的各站停車（6輛編組）在新松田站增聯為10輛編組。
代代木上原站 - 登戶站間為複複線，各站停車在此段會被浪漫特快、快速急行、急行、通勤急行、通勤準急追越（經堂站、成城學園前站、登戶站可轉乘）。早晨傍晚時段會在鶴川站（僅上行）與相武台前站待避浪漫特快、快速急行、急行。另外，也有許多列車會在向丘遊園站、新百合丘站、町田站、相模大野站、海老名站、本厚木站、新松田站等候（或待避）快速急行、急行列車。
列車編號方面，在江之島線內運行的列車使用5100番台或5700番台，江之島線直通列車為5500番台，直通千代田線列車為6000番台，至向丘遊園站的列車為6200番台，至相模大野站的列車為6400番台，涵蓋相模大野站以西的列車為6500番台，進行車種變更的列車為6750番台，箱根登山鐵道線至本厚木站為6800番台，箱根登山鐵道線至新松田站為7000番台，在多摩線內運行的列車為7600番台，多摩線直通列車為7900番台。
2008年3月15日改點起，急行基本上不在新松田站進行解併聯，因此新松田站 - 小田原站、箱根湯本站間改用4輛編組列車折返運行取代。午間時段，新松田站 - 小田原站間全停的列車，是由新松田站起訖的各站停車（4輛編組），與町田站、相模大野站起訖的急行（6輛編組，本厚木站 - 小田原站間全停）交互運行。新松田站 - 小田原站、箱根湯本站間的區間車優先使用1000型的箱根登山鐵道塗装車。
2012年3月17日改點後，僅早晨、夜間時段有保留一小部分的箱根登山鐵道線直通列車，其他時段廢除。新松田站 - 小田原站間的區間車使用6輛編組。
2016年3月26日改點後，午間時段新宿站 - 新百合丘站間一小時有六班（班距10分，同時廢除梅丘站 - 百合丘站間的區間準急，因此實質上是減班），與急行的接續統一在成城學園前站實施（下行還可於新百合丘站與海老名站、上行可在町田站與急行或快速急行接續）。基本的運行區間為新宿站 - 本厚木站，早晨傍晚時段有多摩線直通列車，江之島線直通列車僅剩平日新宿站發與成城學園前站發各一班。配合快速急行增班，減少本厚木站以後全站停靠的急行班次，增加新松田站 - 小田原站間的區間車。
2018年3月17日改點起，千代田線直通列車集中在早晨傍晚時段。新松田站 - 小田原站間的午間時段班次減少為一小時三班。

### 過去的車種

#### 直通
開業時的車種。相對於在新宿站 - 稻田登戶站（現向丘遊園站）間運行的「各站停車」，直通是貫穿全線的車種。直通在新宿站與稻田登戶站間僅停靠經堂站，稻田登戶站 - 小田原站間為全站停車。
- 停車站
  - 新宿站、經堂站、稻田登戶站（現向丘遊園站） - 小田原站間各站
  - 1929年4月1日江之島線開業後變更如下。
  - 小田原線內運行的「直通」停車站（愛稱「小田原直通」）
    - 新宿站、下北澤站、經堂站、稻田多摩川站（現登戶站） - 小田原間各站

  - 直通江之島線的「直通」停車站（愛稱「江之島直通」）
    - 新宿站、下北澤站、經堂站 - 稻田登戶站（現向丘遊園站）間各站、玉川學園前站 - 片瀨江之島站間各站
- 1945年6月改點廢除「直通」，整合為「各站停車」。
- 1946年10月新設停靠「小田原直通」停車站與成城學園前站的「準急」，可視為實質上的後續車種。

#### 準特急（Service特急）
準特急是過去用來彌補特急運量的車種。前身是1953年開始的「Service特急」。1959年，Service特急導入2300型並發行100日圓的座席指定券，改稱「準特急」。1963年3100型「NSE」登場後，「準特急」也隨之廢除。準特急的停車站與當時的特急一樣，新宿站 - 小田原站間不停。兩方的差異主要是在訂位與設備上，特急是全指定席，準特急是發行列車指定券的定額制，座位採半橫向座位配置。

#### 櫻準急
- 1948年9月 - 1950年2月的短期車種。運行區間為新宿站 - 新原町田站（現町田站）。
- 停車站
  - 新宿站、下北澤站、豪德寺站 - 新原町田站間各站
  - 運行模式與後述的區間準急類似。

#### 通勤準急（初代）
1960年3月25日至1964年11月4日的車種。停車站與不停經堂站的準急相同。當時的準急停靠喜多見站 - 和泉多摩川站間各站。同年11月5日改點時廢除通勤準急並新設快速準急。改點後的準急僅在早晨尖峰時刻運行，相當於通勤準急。

#### 快速準急
1964年至1972年白天時段，有個介於急行與準急之間的車種，稱「快速準急」。同年與急行整合後廢除。最初的運行區間為新宿站 - 相模大野站間，之後延長至小田原站。
假日班次增停有遊樂區的讀賣樂園前（讀賣樂園）與鶴川（子供之國）兩站。在急行增停成城學園前站後，快速準急的停車站與急行已沒有太大差異，因此在1972年3月廢除，與急行合併。
- 停車站
  - 新宿站、下北澤站、經堂站、成城學園前站、登戶站、向丘遊園站、新原町田站（現町田站）、相模大野站、本厚木站、伊勢原站、鶴卷站（現鶴卷溫泉站）、大秦野站（現秦野站）、澀澤站、新松田站、小田原站

#### 區間準急
2004年12月11日改點與快速急行一同出現的新車種，2016年3月25日廢除。代表色為水藍色。
在代代木上原站 - 梅丘站間進行複複線化時，東北澤站進行地下化工程撤除待避設備使得列車到梅丘站以前無法進行待避。此時，區間準急的出現，除了可抑制新宿站 - 梅丘站間先行列車的佔線時間，並可維持梅丘站以西各停的班次數量。
區間準急是取代原先東北澤站還有各停待避急行、多摩急行的時候，午間時段每小時兩班新宿站起迄的準急列車（2000年12月改為直通千代田線，2002年3月升格為多摩急行）。除了可在代代木上原站與不直通新宿站的多摩急行連絡，也可填補因滿足多摩線往新宿的需求而新設快速急行，造成新宿站 - 新百合丘站間減班的急行需求。運行模式主要以新宿站 - 唐木田站間為主，但也有部分班次是以成城學園前站、向丘遊園站、本厚木站、伊勢原站、新松田站為起訖站。區間準急的停車站模式較接近各停，列車也與各停一樣使用8輛編組，在新宿站也與各停一樣使用地下月台。
- 停車站
  - 新宿站、代代木上原站、下北澤站、梅丘站以後各站

### 臨時列車
江之島線直通的臨時列車請參照「江之島線#臨時列車」。

#### 浪漫特快
白銀號
1963年3月3日的滑雪。使用3000型「SE」。
初詣號
1969年1月1日為初詣客開設的新宿 - 新原町田（現町田）間列車。之後成為每年運行的New Year Express。
ORANGE EXPRESS
1981年6月15日FM東京主辦的活動臨時列車。使用7000型「LSE」。
你好司號
1982年7月25日配合向丘遊園活動開行的新宿站 - 向丘遊園站間列車。由偶像伊藤司擔任車掌。使用3000型「SSE」。
め組Express
1983年7月運行於新宿站 - 片瀨江之島站間。使用3000型「SSE」。
小田急箱根Quiz Rally號
1984年3月25日運行。
江之島、鎌倉Express
1990年4月 - 5月運行於唐木田站 - 片瀨江之島站間。
湘南Marine Ecpress
1990年7月 - 8月運行，與江之島、鎌倉Express同區間。
Beer Express納涼號
1991年7月運行。
三麗鷗彩虹樂園號
1992年3月25日運行。
繡球花號
1992年6月運行。
Green Wave相模原號
1992年10月3日為紀念第9回全國綠化神奈川博覽會所運行的列車。使用7000型「LSE」。
Flower號
往向丘遊園的遠足列車。
秦野煙草祭號
神奈川縣秦野市秦野煙草祭舉行時運行。
湘南Marine號
2008年7月22日 - 8月22日與江之島、鎌倉Express相同運間的平日列車。使用60000型「MSE」（7月25日使用「RSE」）。2009年起改為成城學園前站 - 片瀨江之島站，新百合丘站 - 片瀨江之島站間的停車站與江之島號相同。
Metro湘南Marine號
千代田線至片瀨江之島站的臨時特急，運行日期為2010年7月24日、31日、8月7日、14日。與湘南Marine號不同的是增停町田，但取消停靠新百合丘、相模大野、大和。停車站與舊江之島號類似。
B-1 Grand Prix號
2010年9月18日・19日配合厚木市舉辦Grand Prix所運行的列車，運行區間為新宿站 - 本厚木站。
足柄61號
2018年5月3日 - 5日早晨從新宿站至箱根湯本站的單向列車。足柄號是1950年至1999年7月運行的列車名稱。使用70000型「GSE」。
明星92號
2018年8月16日從箱根湯本站至新宿站的單向列車。明星號是1952年9月至1963年3月運行的列車名稱。使用70000形「GSE」。

#### 通勤急行（初代）
1955年登場的車種。最初的停車站在小田原線內是當時的急行停車站加上稻田多摩川站（現登戶站），江之島線內則是停靠現在的急行停車站並移除中央林間站（東急田園都市線未延伸該站）與湘南台站（未開業）。1960年改點後早晨上行增停成城學園前站，1964年全部班次增停。1970年急行增停登戶站，1971年急行再增停成城學園前站，最後與快速準急併入急行。

#### 週六急行
1970年代使用的車種。週六急行（土曜急行）是提供週六上半天班的乘客搭乘的列車，可視為下午至傍晚的急行加班車。比急行多停相武台前站。

#### 湘南急行
2002年3月23日至2004年12月10日運行的車種。行駛區間為新宿站至江之島線藤澤站間，在小田原線內的停車站與急行相同。2004年12月11日改點時升格為快速急行。
- 停車站
  - 新宿站、代代木上原站、下北澤站、成城學園前站、登戶站、向丘遊園站、新百合丘站、町田站、相模大野站、中央林間站、大和站、湘南台站、藤澤站。

#### 特別準急、連絡急行
浪漫特快「朝霧」與「富士山」的前身車種。
另外，曾研擬一種往多摩線的車種稱為「快速」。

#### 多摩急行

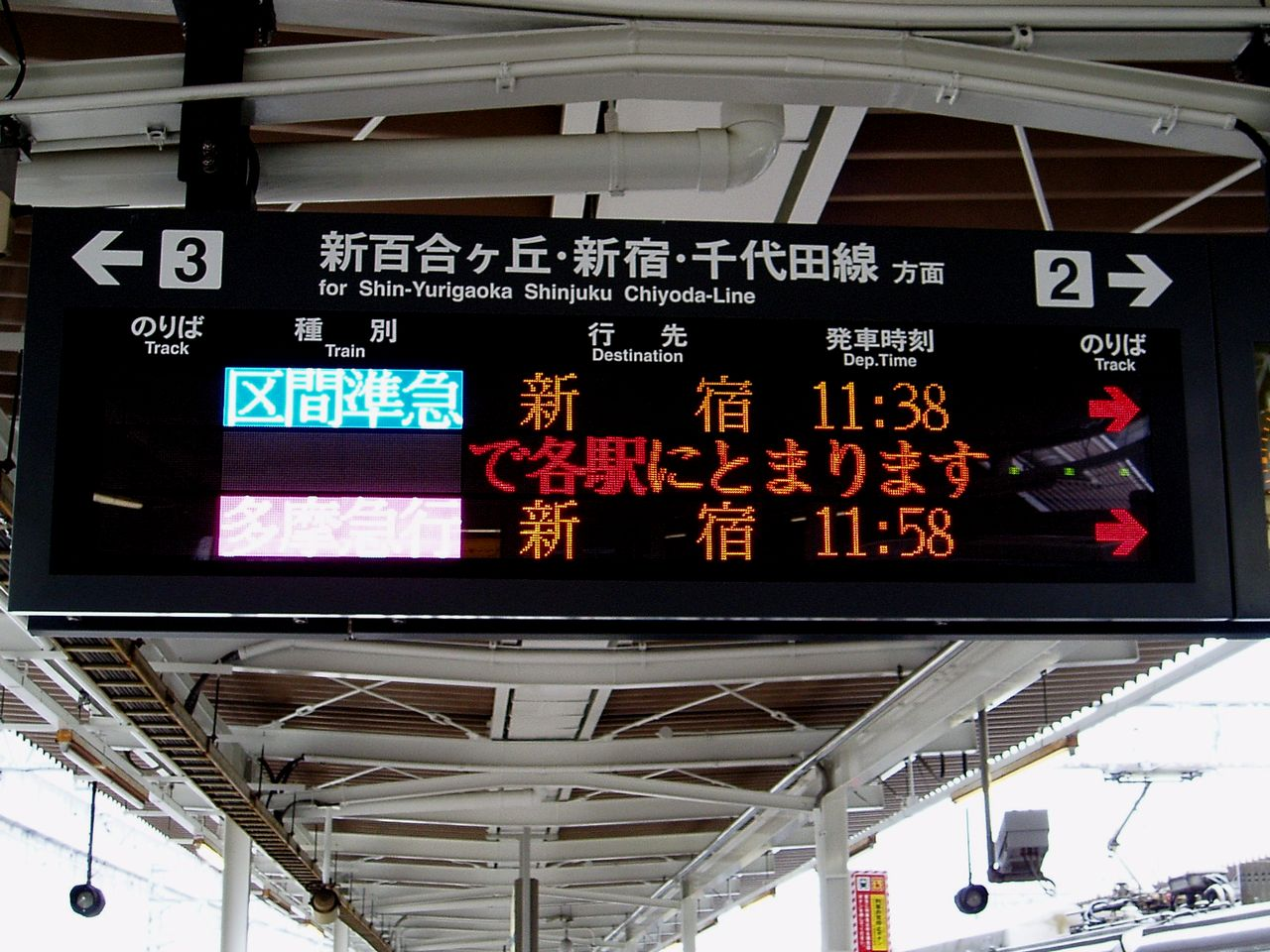
誤點時可能會開設往新宿的多摩急行。

早晨與傍晚以後從多摩線唐木田站經小田原線直通JR常磐緩行線我孫子站（部分至取手站）的車種。代表色為桃紅色。
與急行相比，在小田原線內不停向丘遊園站，但停經堂站。上行列車會在經堂站等候浪漫特快通過。誤點時可能會開設往新宿的多摩急行。使用車輛包含了小田急的地下鐵直通對應車4000型與JR東日本E233系2000番台。
2016年3月26日改點，午間時段以急行（停經堂站、向丘遊園站）代替，實質上是早晨傍晚尖峰時刻採用千鳥停車的車種（尖峰時刻的急行、早晨尖峰時刻的上型準急停向丘遊園站、不停經堂站）。
2018年3月17日改點廢除。

## 車站列表
- 2014年1月導入車站編號[24]。
- 各站停車停靠所有車站，因此省略（不停相模大野分岐點（日语：相模大野分岐点））。
- 浪漫特快的停車站參照該條目。
- 江之島線的票價是以相模大野分岐點計算。小田原方向與江之島線方向來往的票價不計算相模大野－相模大野分岐點的距離。
- 複複線與三線區間的代代木上原 - 登戶間（下行）、向丘遊園 - 代代木上原間（上行），通勤準急、準急、各站停車全列車與直通千代田線上行急行列車使用緩行線[25]，其餘使用急行線[26][27]。該區間的下北澤、經堂、成城學園前、登戶、向丘遊園各站是急行線、緩行線皆有月台，其他車站僅有緩行線月台。
- 通勤準急、通勤急行從2018年3月17日改點（3月19日實施）起於平日早晨運行。

範例
●：該類別列車全部停靠、｜：全列車不停、↑：上行方向不停（僅通勤急行・通勤準急）
接續路線的括弧內為接續路線的車站編號。
| 車站編號                    | 中文站名                    | 日文站名                    | 英文站名                    | 剪票形狀                    | 站間距離                    | 累計距離                    | 準急                                                                 | 通勤準急                                                             | 急行                                                                 | 通勤急行                                                             | 快速急行                                                             | 接續路線、備註 | 所在地        | 所在地          |
| --------------------------- | --------------------------- | --------------------------- | --------------------------- | --------------------------- | --------------------------- | --------------------------- | -------------------------------------------------------------------- | -------------------------------------------------------------------- | -------------------------------------------------------------------- | -------------------------------------------------------------------- | -------------------------------------------------------------------- | --- | ------------- | --------------- |
| OH01                        | 新宿                        |                             |                             |                             | -                           | 0.0                         | 直 通 千 代 田 線                                                    | 直 通 千 代 田 線                                                    | ●                                                                    | ●                                                                    | ●                                                                    | 東日本旅客鐵道： 埼京線（JA11）、 湘南新宿線（JS20）、 中央線（快速）（JC05）、 中央線（各站停車）（JB10）、 山手線（JY17） 京王電鐵（KO01）： 京王線、 京王新線（新線新宿） 東京地下鐵： 丸之內線（M-08）、 副都心線（新宿三丁目：F-13） 都營地下鐵： 新宿線（S-01）、 大江戶線（新宿：E-27、新宿西口：E-01） 西武鐵道： 新宿線（西宿新宿：SS01） | 東京都        | 新宿區          |
| OH02                        | 南新宿                      |                             |                             |                             | 0.8                         | 0.8                         | 直 通 千 代 田 線                                                    | 直 通 千 代 田 線                                                    | ｜                                                                   | ↑                                                                    | ｜                                                                   | | 東京都        | 澀谷區          |
| OH03                        | 參宮橋                      |                             |                             |                             | 0.7                         | 1.5                         | 直 通 千 代 田 線                                                    | 直 通 千 代 田 線                                                    | ｜                                                                   | ↑                                                                    | ｜                                                                   | | 東京都        | 澀谷區          |
| OH04                        | 代代木八幡                  |                             |                             |                             | 1.2                         | 2.7                         | 直 通 千 代 田 線                                                    | 直 通 千 代 田 線                                                    | ｜                                                                   | ↑                                                                    | ｜                                                                   | | 東京都        | 澀谷區          |
| 地下鐵線、JR線 直通運行路段 | 地下鐵線、JR線 直通運行路段 | 地下鐵線、JR線 直通運行路段 | 地下鐵線、JR線 直通運行路段 | 地下鐵線、JR線 直通運行路段 | 地下鐵線、JR線 直通運行路段 | 地下鐵線、JR線 直通運行路段 | 直通至 千代田線北綾瀨站 途經 千代田線直通至 常磐線（各站停車）取手站 | 直通至 千代田線北綾瀨站 途經 千代田線直通至 常磐線（各站停車）取手站 | 直通至 千代田線北綾瀨站 途經 千代田線直通至 常磐線（各站停車）取手站 | 直通至 千代田線北綾瀨站 途經 千代田線直通至 常磐線（各站停車）取手站 | 直通至 千代田線北綾瀨站 途經 千代田線直通至 常磐線（各站停車）取手站 | 直通至 千代田線北綾瀨站 途經 千代田線直通至 常磐線（各站停車）取手站 | 東京都        | 澀谷區          |
| OH05                        | 代代木上原                  |                             |                             |                             | 0.8                         | 3.5                         | ●                                                                    | ●                                                                    | ●                                                                    | ●                                                                    | ●                                                                    | 東京地下鐵： 千代田線（C-01） （新百合丘方向自本站直通千代田線：參見上述） | 東京都        | 澀谷區          |
| OH06                        | 東北澤                      |                             |                             |                             | 0.7                         | 4.2                         | ｜                                                                   | ↑                                                                    | ｜                                                                   | ↑                                                                    | ｜                                                                   | | 東京都        | 世田谷區        |
| OH07                        | 下北澤                      |                             |                             |                             | 0.7                         | 4.9                         | ●                                                                    | ●                                                                    | ●                                                                    | ●                                                                    | ●                                                                    | 京王電鐵： 井之頭線（IN05） | 東京都        | 世田谷區        |
| OH08                        | 世田谷代田                  |                             |                             |                             | 0.7                         | 5.6                         | ｜                                                                   | ↑                                                                    | ｜                                                                   | ↑                                                                    | ｜                                                                   | | 東京都        | 世田谷區        |
| OH09                        | 梅丘                        |                             |                             |                             | 0.7                         | 6.3                         | ｜                                                                   | ↑                                                                    | ｜                                                                   | ↑                                                                    | ｜                                                                   | | 東京都        | 世田谷區        |
| OH10                        | 豪德寺                      |                             |                             |                             | 0.7                         | 7.0                         | ｜                                                                   | ↑                                                                    | ｜                                                                   | ↑                                                                    | ｜                                                                   | 東急電鐵： 世田谷線（山下：SG08） | 東京都        | 世田谷區        |
| OH11                        | 經堂                        |                             |                             |                             | 1.0                         | 8.0                         | ●                                                                    | ●                                                                    | ●                                                                    | ↑                                                                    | ｜                                                                   | | 東京都        | 世田谷區        |
| OH12                        | 千歲船橋                    |                             |                             |                             | 1.2                         | 9.2                         | ●                                                                    | ↑                                                                    | ｜                                                                   | ↑                                                                    | ｜                                                                   | | 東京都        | 世田谷區        |
| OH13                        | 祖師谷大藏                  |                             |                             |                             | 1.4                         | 10.6                        | ●                                                                    | ↑                                                                    | ｜                                                                   | ↑                                                                    | ｜                                                                   | | 東京都        | 世田谷區        |
| OH14                        | 成城學園前                  |                             |                             |                             | 1.0                         | 11.6                        | ●                                                                    | ●                                                                    | ●                                                                    | ●                                                                    | ｜                                                                   | | 東京都        | 世田谷區        |
| OH15                        | 喜多見                      |                             |                             |                             | 1.1                         | 12.7                        | ｜                                                                   | ↑                                                                    | ｜                                                                   | ↑                                                                    | ｜                                                                   | | 東京都        | 世田谷區        |
| OH16                        | 狛江                        |                             |                             |                             | 1.1                         | 13.8                        | ●                                                                    | ↑                                                                    | ｜                                                                   | ↑                                                                    | ｜                                                                   | | 東京都        | 狛江市          |
| OH17                        | 和泉多摩川                  |                             |                             |                             | 0.6                         | 14.4                        | ｜                                                                   | ↑                                                                    | ｜                                                                   | ↑                                                                    | ｜                                                                   | | 東京都        | 狛江市          |
| OH18                        | 登戶                        |                             |                             |                             | 0.8                         | 15.2                        | ●                                                                    | ●                                                                    | ●                                                                    | ↑                                                                    | ●                                                                    | 東日本旅客鐵道： 南武線（JN14） | 神奈川縣      | 川崎市 多摩區   |
| OH19                        | 向丘遊園                    |                             |                             |                             | 0.6                         | 15.8                        | ●                                                                    | ●                                                                    | ●                                                                    | ●                                                                    | ｜                                                                   | | 神奈川縣      | 川崎市 多摩區   |
| OH20                        | 生田                        |                             |                             |                             | 2.1                         | 17.9                        | ●                                                                    | ●                                                                    | ｜                                                                   | ↑                                                                    | ｜                                                                   | | 神奈川縣      | 川崎市 多摩區   |
| OH21                        | 讀賣樂園前                  |                             |                             |                             | 1.3                         | 19.2                        | ●                                                                    | ●                                                                    | ｜                                                                   | ↑                                                                    | ｜                                                                   | | 神奈川縣      | 川崎市 多摩區   |
| OH22                        | 百合丘                      |                             |                             |                             | 1.3                         | 20.5                        | ●                                                                    | ●                                                                    | ｜                                                                   | ↑                                                                    | ｜                                                                   | | 神奈川縣      | 川崎市 麻生區   |
| OH23                        | 新百合丘                    |                             |                             |                             | 1.0                         | 21.5                        | ●                                                                    | ●                                                                    | ●                                                                    | ●                                                                    | ●                                                                    | 小田急電鐵： 多摩線（新宿、千代田線方向列車自本站起直通多摩線至唐木田） | 神奈川縣      | 川崎市 麻生區   |
| OH24                        | 柿生                        |                             |                             |                             | 1.9                         | 23.4                        | ●                                                                    | ●                                                                    | ｜                                                                   | 直通多摩線                                                           | ｜                                                                   | | 神奈川縣      | 川崎市 麻生區   |
| OH25                        | 鶴川                        |                             |                             |                             | 1.7                         | 25.1                        | ●                                                                    | ●                                                                    | ｜                                                                   | 直通多摩線                                                           | ｜                                                                   | | 東京都 町田市 | 東京都 町田市   |
| OH26                        | 玉川學園前                  |                             |                             |                             | 2.8                         | 27.9                        | ●                                                                    | ●                                                                    | ｜                                                                   | 直通多摩線                                                           | ｜                                                                   | | 東京都 町田市 | 東京都 町田市   |
| OH27                        | 町田                        |                             |                             |                             | 2.9                         | 30.8                        | ●                                                                    | ●                                                                    | ●                                                                    |                                                                      | ●                                                                    | 東日本旅客鐵道： 橫濱線（JH23） | 東京都 町田市 | 東京都 町田市   |
| OH28                        | 相模大野                    |                             |                             |                             | 1.5                         | 32.3                        | ●                                                                    | ●                                                                    | ●                                                                    |                                                                      | ●                                                                    | 小田急電鐵： 江之島線（新宿、町田方向列車自本站直通江之島線至片瀨江之島） | 神奈川縣      | 相模原市 南區   |
| -                           | 相模大野分岐點              |                             | -                           |                             | -                           | (32.5)                      | ｜                                                                   | ↑                                                                    | ｜                                                                   |                                                                      | ｜                                                                   | 實際與江之島線的分歧處 | 神奈川縣      | 相模原市 南區   |
| OH29                        | 小田急相模原                |                             |                             |                             | 2.4                         | 34.7                        | ●                                                                    | ●                                                                    | ｜                                                                   |                                                                      | ｜                                                                   | | 神奈川縣      | 相模原市 南區   |
| OH30                        | 相武台前                    |                             |                             |                             | 2.2                         | 36.9                        | ●                                                                    | ●                                                                    | ｜                                                                   |                                                                      | ｜                                                                   | | 神奈川縣      | 座間市          |
| OH31                        | 座間                        |                             |                             |                             | 2.3                         | 39.2                        | ●                                                                    | ●                                                                    | ｜                                                                   |                                                                      | ｜                                                                   | | 神奈川縣      | 座間市          |
| OH32                        | 海老名                      |                             |                             |                             | 3.3                         | 42.5                        | ●                                                                    | ●                                                                    | ●                                                                    |                                                                      | ●                                                                    | 東日本旅客鐵道：相模線 相模鐵道： 本線（SO18） | 神奈川縣      | 海老名市        |
| OH33                        | 厚木                        |                             |                             |                             | 1.6                         | 44.1                        | ●                                                                    | ●                                                                    | ｜                                                                   |                                                                      | ｜                                                                   | 東日本旅客鐵道：相模線 | 神奈川縣      | 海老名市        |
| OH34                        | 本厚木                      |                             |                             |                             | 1.3                         | 45.4                        | ●                                                                    | ●                                                                    | ●                                                                    |                                                                      | ●                                                                    | | 神奈川縣      | 厚木市          |
| OH35                        | 愛甲石田                    |                             |                             |                             | 3.1                         | 48.5                        | ●                                                                    | ●                                                                    | ●                                                                    |                                                                      | ●                                                                    | | 神奈川縣      | 厚木市          |
| OH36                        | 伊勢原                      |                             |                             |                             | 3.7                         | 52.2                        | ●                                                                    | ●                                                                    | ●                                                                    |                                                                      | ●                                                                    | | 神奈川縣      | 伊勢原市        |
| OH37                        | 鶴卷溫泉                    |                             |                             |                             | 3.7                         | 55.9                        |                                                                      |                                                                      | ●                                                                    |                                                                      | ●                                                                    | | 神奈川縣      | 秦野市          |
| OH38                        | 東海大學前                  |                             |                             |                             | 1.1                         | 57.0                        |                                                                      |                                                                      | ●                                                                    |                                                                      | ●                                                                    | | 神奈川縣      | 秦野市          |
| OH39                        | 秦野                        |                             |                             |                             | 4.7                         | 61.7                        |                                                                      |                                                                      | ●                                                                    |                                                                      | ●                                                                    | | 神奈川縣      | 秦野市          |
| OH40                        | 澀澤                        |                             |                             |                             | 3.9                         | 65.6                        |                                                                      |                                                                      | ●                                                                    |                                                                      | ●                                                                    | | 神奈川縣      | 秦野市          |
| OH41                        | 新松田                      |                             |                             |                             | 6.2                         | 71.8                        |                                                                      |                                                                      | ●                                                                    |                                                                      | ●                                                                    | 東海旅客鐵道： 御殿場線（松田：CB04） | 神奈川縣      | 足柄上郡 松田町 |
| OH42                        | 開成                        |                             |                             |                             | 2.5                         | 74.3                        |                                                                      |                                                                      | ●                                                                    |                                                                      | ｜                                                                   | | 神奈川縣      | 足柄上郡 開成町 |
| OH43                        | 栢山                        |                             |                             |                             | 1.9                         | 76.2                        |                                                                      |                                                                      | ｜                                                                   |                                                                      | ｜                                                                   | | 神奈川縣      | 小田原市        |
| OH44                        | 富水                        |                             |                             |                             | 1.6                         | 77.8                        |                                                                      |                                                                      | ｜                                                                   |                                                                      | ｜                                                                   | | 神奈川縣      | 小田原市        |
| OH45                        | 螢田                        |                             |                             |                             | 1.4                         | 79.2                        |                                                                      |                                                                      | ｜                                                                   |                                                                      | ｜                                                                   | | 神奈川縣      | 小田原市        |
| OH46                        | 足柄                        |                             |                             |                             | 1.6                         | 80.8                        |                                                                      |                                                                      | ｜                                                                   |                                                                      | ｜                                                                   | | 神奈川縣      | 小田原市        |
| OH47                        | 小田原                      |                             |                             |                             | 1.7                         | 82.5                        |                                                                      |                                                                      | ●                                                                    |                                                                      | ●                                                                    | 箱根登山鐵道： 鐵道線（OH47）（直通運行至箱根湯本） 東海旅客鐵道： 東海道新幹線 東日本旅客鐵道： 東海道線（JT16） 伊豆箱根鐵道： 大雄山線（ID01） | 神奈川縣      | 小田原市        |

### 廢站
- 山谷站（日语：山谷駅 (東京都)）（南新宿－參宮橋，1946年6月1日廢除）
- 海老名國分站（座間－海老名，設置海老名站（與相模鐵道連接）後，1943年4月1日廢除）